# オリハルコン
オリハルコン（古希: ὀρείχαλκος, oreikhalkos, オレイカルコス、羅: orichalcum, オリカルクム）は、古代ギリシア・ローマ世界の文献に登場する、銅系の合金と考えられる金属である。最も有名な例としてプラトンが『クリティアス』の中で記述した、アトランティスに存在したという幻の金属が挙げられる。古代ギリシア時代の文献でこの言葉が指す意味は多様ではあるが、真鍮や青銅などの銅系の合金を意味すると思われる状況が多く、帝政ローマ期以降は考古学的にも明確に真鍮を指す。

## 概要
日本特有の「オリハルコン」という発音・呼び名は、ギリシア語の単数対格形 ὀρείχαλκον (oreichalkon) の、現代ギリシア語読みに近い。1906年(明治39年)に木村鷹太郎がプラトンの作品を古代ギリシア語原典対英訳版から日本語訳した際、「オリハルコン」という字訳を初めて使っている。木村鷹太郎は日本語へ翻訳するにあたり、極力古代ギリシア語の発音に近い字訳を与えたとしているが、「カルミデース」を「ハルミデース」と字訳するなど、必ずしも古代ギリシア語の発音や文法の知識が正確ではなかった。
戦前の日本では、古代ギリシアの神話・伝承を紹介する本において、英語綴りに基づく「オリカルクム」や「オリカルク」の字訳が主に使われていた。一方戦後は、岩波新書の『失われた大陸』や五島勉のオカルト本などで、木村鷹太郎字訳の「オリハルコン」が広まった。そして手塚治虫のアニメ版『海のトリトン』（1972年）以降、「武器・防具の素材となる神秘的な硬い金属」という設定と共に、様々な漫画やアニメ、日本製のゲームでも採用されて普及・定着した。orihalcon, orichalcon などと綴られることもあるが、これは「オリハルコン」が登場する日本製のゲームが国外へ輸出された際に生まれた新しい綴りである。
原典であるプラトン『クリティアス』等の翻訳においては、1951年の岡田正三訳以降、単数主格形 ὀρείχαλκος (oreichalkos) の古代ギリシア語発音に近い、「オレイカルコス」と表記されることが一般的である。
語源は、オロス（ὄρος, oros；山）のカルコス（χαλκός, khalkos；銅）。『ホメーロス風讃歌』や、ヘーシオドスの『ヘラクレスの盾』などの詩に初めて登場するが、これらの作品では真鍮（黄銅、銅と亜鉛の合金）、青銅（銅と錫の合金）、赤銅（銅と金の合金）、天然に産出する黄銅鉱（銅と鉄の混合硫化物）や、あるいは銅そのものと解釈・翻訳されている。ラテン語では、オリカルクム（orichalcum）アウリカルクム（aurichalcum；金の銅）と呼ばれる。英語ではこれを英語訛りでオリカルカムと発音する。
少なくともローマ帝政期以降の文献では、アウリカルクムが「真鍮」を意味するようになったことは確実で、セステルティウスやドゥポンディウスなどの真鍮製銀貨の原料として言及されるようになる。現代ギリシア語のオリハルコス（ορείχαλκος , oreichalkos）やイタリア語のオリカルコ（oricalco）は「真鍮」を意味する。
金属が希少であった時代には、金の代用として祭祀用に金に似た色に調合された黄銅が神秘的な金属として用いられていた例が多い。時代が下がって銅合金の生産量が増えてくると通貨などに使われるようになり、神秘性は薄れていった。
一方プラトンの『クリティアス』で扱われる伝説上の幻の金属としてのオレイカルコスは、今では名前のみが伝わっている幻の金属とされている。神秘性を持った架空の存在であるがゆえに様々な解釈と想像を生み、ファンタジー小説などの創作物に登場するに至った。

## 古典文献への登場

### 初期
ヘシオドスが書いたと伝えられている詩『ヘラクレスの盾』の断片の中で、英雄ヘラクレスが「ヘーパイストスからの見事な贈り物である、輝けるオレイカルコス製の脛当てを装着した」という一節がある（Hes.Scht.122）。これがオレイカルコスという単語の初出と考えられている。
ホメロスが書いたと伝えられている『ホメロス賛歌』の第6章、アプロディーテーへの賛歌の中で、女神アプロディテは「両耳よりオレイカルコスと尊き金で出来た装飾品を下げている」と謳われている（h.Hom.6.9）。『ホメロス賛歌』は複数の詩人によって時代をおいて作られた34編の詩の集合体であるが、こちらの方が『ヘラクレスの盾』よりも古いとする説もある。

### プラトンのクリティアス
プラトンがアトランティス伝説を含む『ティマイオス』と『クリティアス』を書いたのは晩年の紀元前360年前後と推測されており、『クリティアス』の作中4箇所5度オレイカルコスという単語が登場する。
| 「 | （アトランティス島ではありとあらゆる必需品が産出し、）今では名前を残すのみだが、当時は名前以上の存在であったものが、島のいたるところで採掘することができた。即ちオレイカルコスで、その頃知られていた金属の中では、金を除けば最も価値のあるものであった。（114e） | 」 |

| 「 | （アトランティス島の）一番外側の環状帯を囲んでいる城壁は、まるで塗りつぶしたかのように銅（カルコス）で覆われており、城壁の内側は錫で、アクロポリスを直接取り囲む城壁は炎のように輝くオレイカルコスで覆われていた。（116b–116c） | 」 |

| 「 | （ポセイドーンの神殿の）外側は銀で覆われていたが、尖塔は別で、金で覆われていた。一方内側は、天井は総て象牙が被されており、金、銀、及びオレイカルコスで飾られていた。そして残りの壁と柱と床はオレイカルコスが敷き詰められていた。（116d） | 」 |

| 「 | （アトランティスを支配する10人の王たちは）ポセイドンの戒律に従っていたが、その法は、初代の王たちによってオレイカルコスの柱に刻まれた記録として伝えられており、その柱は島の中央のポセイドンの神殿に安置されていた。（119c–119d） | 」 |

このようにプラトンのアトランティス伝説におけるオリハルコンは、武器としては使われておらず、硬さ・丈夫さよりも、希少価値が謳われている。オリハルコンは、真鍮（黄銅）・青銅・赤銅などの銅系合金、黄銅鉱や青銅鉱などの天然の鉱石、あるいは銅そのものと解釈する説が最有力であるが、鉄、琥珀、石英、ダイヤモンド、白金、フレスコ画用の顔料、アルミニウム、絹など、種々の解釈がある。またアトランティス伝説と同様に架空の存在とする説も多い。
なお『クリティアス』の原文中に、カルコス（χαλκός）という単語が登場するが、この単語は真鍮・青銅などの広い意味での「銅」系合金をも含む。そのため、装飾品としてのカルコスに対しては、錆びやすい銅ではなく「真鍮」「青銅」などの訳語を当てはめることが多い。そのためオリハルコンは真鍮・青銅とは異なると解釈されることがある。

### その他
アリストテレス は、『分析論後書』の中で言葉の定義について議論しており、定義の曖昧な言葉の例としてオレイカルコスを挙げている（Arist.APo.92b22）。また『異聞集』第58節によると、カルタゴ人が支配するデモネソス島では、キュアノス（κύανος, kyanos）と孔雀石が採取され、更に島の沖合いには素潜りで採掘できる銅の鉱脈がある。シキュオンの町にあるアポローンの銅像は、ここで採掘された銅で作られ、ペネオスにあるオレイカルコスの像も、この島で採掘されたものから作られたという（Arist.Mir.834b25）。
ウェルギリウスの『アエネイス』に「白いオリカルクム (alboque orichalcum)」という言葉が登場するが（Ver.A.12,87）、マウルス・セルウィウス・ホノラトゥスの注釈本によると、これは王金（亜鉛25%含有の黄銅）を指す（Serv.A.12.87,12.210）。
ストラボンの『地理誌』第13巻によると、トロイアの近郊のイダ山の北西の麓に位置したというアンデイラの町では、燃やすと鉄になる石が採れたが、これをある種の土類と一緒に溶鉱炉で燃やすと、プセウダルギュロス（ψευδάργυρος, pseudargyros；「偽の銀」の意。おそらく亜鉛のこと）が精錬される。このプセウダルギュロスは銅と合金を作り、オレイカルコスと呼ばれるものになる。プセウダルギュロスはトゥモロスの山でも産出した、と記されている（Strabo.xiii.1.56）。
大プリニウスは『博物誌』の中で天然に産出する銅系鉱石の一種としてアウリカルクム（auricalcum；金の銅）について触れており、かつては非常に価値があり珍重されたものの、今では失われてしまっていると述べている（Pli.H.N.34.2）。
フラウィウス・ヨセフスの『ユダヤ古代誌』第11巻のラテン語訳文において、ソロモンの宮殿にアウリカルコム製の器が奉納されていると記述しているものがある。ただしギリシア語原文においては、「金よりも価値のあるカルコス（銅類）の器」と表記されている（J.AJ.11.136）。同様に聖ヒエロニムスによって訳されたラテン語訳聖書（ウルガータ）の『列王記』上（1 Kings 7.45）や『黙示録』（Apoc.1.15; Apoc.2.18）では、それぞれアウリカルクム、オリカルクムという単語が、真鍮に対するラテン語の訳語として使われている。
このほかオレイカルコスが登場する古典ギリシア語文献としては、以下のようなものがある。
- ステシコロスの詩の断片（Stesich.88）
- イビュコスの詩の断片（Ibyc.Oxy.1790.42）
- ロドスのアポローニオスの『アルゴナウティカ』（Apoll.Arg.4.973）
- カリマコスの詩の断片（Callim.Lav.Pall.19[8]）
- パウサニアスの『ギリシア案内記』（Paus.2.37.3）
- ピロストラトス (Flavius Philostratus) の『テュアナのアポロニウス伝』（Philostr.VA2.7,20）

10世紀末に完成した百科事典的ギリシア語辞典であるスーダ辞典によると、オレイカルコスは自然に産する金属で、透明な銅のようなものだったが、もはや採掘が不可能となったと解説している。
これらの作品のオリハルコンが何を指すかは正確には分からないが、楽器や装飾品の材料として登場することから、真鍮や黄銅鉱と解釈されることが多く、各国語に翻訳されている。
また、ラテン語のアウリカルクムが登場する作品としては、以下のようなものがある。
- プラウトゥスの
  - 『クルクリオ』（Plaut.Cur.1,3,46）
  - 『ミレス・グロリオスス』（Plaut.Mil.3,1,61）
  - 『プセウドルス』 （Plaut.Ps.2,3,22）
- スエトニウスの『ローマ皇帝伝』のウィテリウス伝（Suet.Vit.5.1）などがある。

ラテン語のオリカルクムが登場する作品としては、以下のようなものがある。
- キケロの『義務論』（Cic.Off.iii.23）
- ホラティウスの『詩論』（Hor.A.P.202）

皇帝アウグストゥスの貨幣改革により真鍮製のコインが作られるようになり、「オリカルクム」、「アウリカルクム」は明白に真鍮を意味するようになる。

## 近代以降の解釈
コロンブスによる新大陸の発見以降、哲学者・文筆家として知られるフランシス・ベーコン の『ニュー・アトランティス』においてユートピアとして新大陸＝アトランティスが描かれ、アトランティス伝説への興味が徐々に高まっていった。SFの父と言われるジュール・ヴェルヌの『海底二万里』の作中には海底へ沈んだアトランティスの遺跡が登場する。そしてアメリカの政治家イグネイシャス・ドネリー (Ignatius Donnelly) が、『アトランティス』 (Atlantis: The Antediluvian World) を発表したことにより、アトランティス伝説がブームとなった。
神智学の創設者ブラヴァツキー夫人は、自らの師の所有する『ジャーンの書』を注釈したという人類の歴史を『シークレット・ドクトリン』にまとめ、失われた大陸アトランティスとそこに住む第四根源人種の歴史を記述した。また英国の神智学者ウィリアム・スコット＝エリオット (William Scott-Elliot) の『アトランティス物語』によると、アトランティスには「二種の白色の金属と一種の赤色の金属からなる、アルミニウムよりも軽い合金」で作られた戦闘用飛行船が存在し、その動力は「ヴリル (Vril)」と呼ばれるものだったという。スコット＝エリオットはこれらの素材・動力源とオリハルコンを特に結び付けていないが、 アトランティス人の生まれ変わりを称する予言者エドガー・エヴァンズ・ケイシーのリーディングによってオリハルコンが未知の新素材や動力源と関連付けられるようになった。ファンタジー小説・ゲームなどに、非常に硬い武器の原料・ロケットの動力源などのモチーフとともにオリハルコンが登場するようになったのはこれ以降であるが、これらのオリハルコンにまつわるモチーフは、古典作品には全く登場しないものである。